# Amtsgericht Tuttlingen
Das Amtsgericht Tuttlingen ist ein Gericht der ordentlichen Gerichtsbarkeit und eines von sechs Amtsgerichten (AG) im Bezirk des Landgerichts Rottweil.

## Gerichtssitz und -bezirk
Das Gericht sitzt in der Werderstraße 8 in Tuttlingen. Der Gerichtsbezirk erstreckt sich auf die Städte und Gemeinden Bärenthal, Buchheim, Emmingen-Liptingen, Fridingen an der Donau, Geisingen, Immendingen, Irndorf, Kolbingen, Mühlheim an der Donau, Neuhausen ob Eck, Renquishausen, Rietheim-Weilheim, Seitingen-Oberflacht, Tuttlingen und Wurmlingen. In ihm leben circa 72.000 Menschen. Zuständig ist das Amtsgericht Tuttlingen, wie jedes Amtsgericht erstinstanzlich für Zivil- und Strafsachen, außerdem für alle Vollstreckungssachen bei Wohnsitz des Schuldners im Gerichtsbezirk sowie für Familien- und Insolvenzverfahren. Das Amtsgericht Tuttlingen nimmt zudem in Familiengerichts und Schöffengerichtssachen zentralisiert Streitigkeiten wahr, für die eigentlich das Amtsgericht Spaichingen örtlich zuständig wäre. Mahnverfahren finden in Baden-Württemberg zentral am Amtsgericht Stuttgart statt.

## Übergeordnete Gerichte
Dem Amtsgericht Tuttlingen unmittelbar übergeordnet ist das Landgericht Rottweil. Zuständiges Oberlandesgericht ist das Oberlandesgericht Stuttgart.